# Gos d'aigua irlandès
El Gos d'aigua irlandès és una raça de gos d'aigua i la més gran i una de les més antigues  races de gossos spaniel. Així mateix, és una de les més rares, sent coneguda, a vegades, com el "pallasso" dels spaniels.

## Història
Encara que les actuals especificacions de la raça provenen d'Irlanda, l'origen últim de la raça és desconegut. És possible que més d'una de les antigues races spaniel estiguin involucrades en l'origen.
No es té coneixement de les races, a partir de les quals es va desenvolupar el gos d'aigua irlandès, doncs qui és considerat el pare d'aquesta, Justin McCarthy de Dublín, no va deixar registres d'això.
Tota una gran varietat de gossos s'ha suggerit que podrien haver estat inclosos en el seu desenvolupament, entre altres: el Caniche, el Gos d'aigua portuguès i el Barbet o Gos d'aigua francès, però els seus veritables antecessors o les barreges que van donar origen al gos d'aigua irlandès són objecte d'una àmplia especulació.
L'únic que és clar és que aquesta raça posseeix un antic llinatge. De la mateixa manera, se sap que la raça actual va ser desenvolupada a Irlanda en la dècada de 1830.

## Descripció
El gos d'aigua irlandès té un cos fortament desenvolupat i és més alt que els altres spaniels, amb una talla que va des dels 56 als 61 cm i un pes entre els 25 i els 30 kg.
Posseeix unes orelles grans, caigudes i cobertes de pèl. Té un pelatge arrissat, de pèls enrotllats molt densos i petits, de color fetge o castany vermellós fosc.
La seva cua no és molt llarga, amb pèl arrissat a la base.

## Temperament
El gos d'aigua irlandès és una raça de gos activa, que es troba usualment en ambients de treball on calen retrievers. Són intel·ligents, ràpids per aprendre, alertes i inquisitius. Exhibeixen de vegades gestos graciosos mentre treballen, per la qual cosa s'ha guanyat la reputació de "pallasso".
Poden ser molt bones mascotes, i són bons amb els nens i, generalment, amb altres animals. També poden ser bons gossos de guàrdia si se'ls entrena per a això, arribant a protegir la seva família, però no són gossos agressius, sinó tot el contrari.